# ノーク

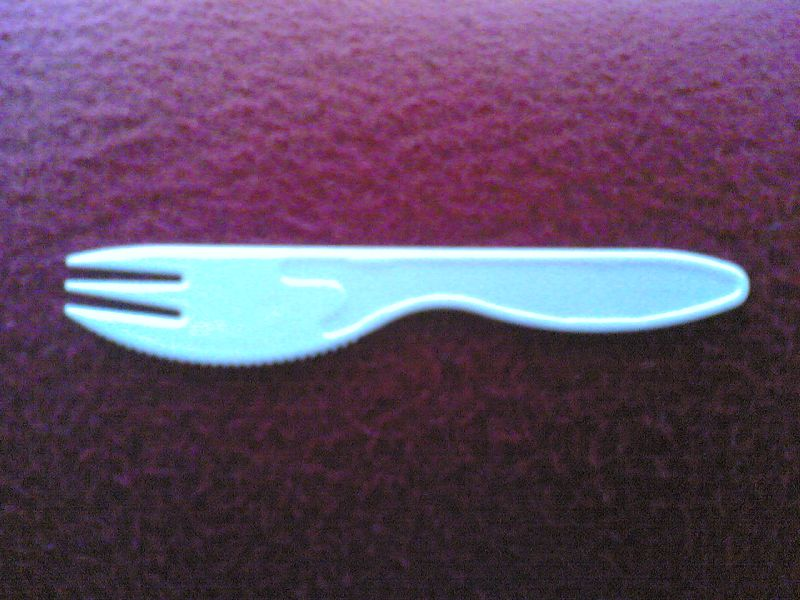
プラスチックのノーク

ノーク (knork, [ˈnɔːrk])とは、ナイフの切れ味とフォークの突く性能を持ったカトラリーであり、二つの食器の形状がかけあわされている。このノークという名は、ナイフとフォークのかばん語である。フォークの形をした歯の外縁の片側ないし両側が鋭くなっており、食べ物を切りわけることができるようになっているものが一般的である。
ノークの良さは、片腕しか使うことのできない人間でも扱うのが容易であるという点にある。ロアルド・ダールの自伝『少年』では、腕を失ったがためにノークの先駆けともいうべき食器を発明したダールの父のエピソードが語られている。ノークは「ネルソン・フォーク」としても知られているが、これは1797年に右腕を亡くして以降、ノークのような食器を使ったホレイショ・ネルソンにちなんだ呼び名である。ネルソン・ナイフという呼び名は一般的になったが、実際にネルソンが使っていた食器はノークにはそれほど似ていない。ネルソンの使っていたナイフは、アルファベットのＪのような形をした刃の先に、短い3本の爪がついたものである。
ノークのような食器は1856年にジョージ･ワシントン・ビーンも発明している。ビーンもまた大砲の誤射がもとで腕を失った男である。彼は自分が片手でも食事ができるように発明した道具をナイフとフォークのコンビと呼んでいた。ビーンは特許をとらなかったが、雑誌記事のためにノークをつくった会社によって謝辞を受けている。
ノークに類似したデザインでいくつもの特許が取得されている。例えば、アーサー・コックスのUSRE9687 E（1881年）、ヘンリー・ビゲロウのUS1294031 A（1919年）、チャールズ・フランクのUS2185942 A（1940年）などである。側面が刃になったフォークも同じような食器といってよい 。
ある意味では、ペストリーナイフがノークの先駆けと呼べるかもしれない。食事を切り分けるためにナイフとして使えるようにデザインされたフォークでもあるからである。